# لیتسوو
لیتسوو (به آلمانی: Lietzow) یک شهر در آلمان است که در فرپومرن-روگن واقع شده‌است. لیتسوو ۳۰۰ نفر جمعیت دارد.